# Eva Bruijnes
Eva Bruijnes (Oosterwolde, 7 juni 2005) is een voetbalspeelster uit Nederland. Ze speelt als verdediger voor Sc Heerenveen.

## Carrière
Bruijnes begon haar carrière bij de VSCO '61 in Gelderland. In 2018 stapte ze over naar de jeugdopleiding van PEC Zwolle. In Zwolle wist Bruijnes niet het eerste elftal te halen.
In 2022 stapte Bruijnes over naar Sc Heerenveen.
Op 16 oktober 2022 maakte Bruijnes haar debuut voor Sc Heerenveen in de Vrouwen Eredivisie in een thuiswedstrijd tegen FC Twente door in de 64ste minuut in te vallen voor Jet van Beijeren.

## Statistieken
| Seizoen    | Club          | Land      | Competitie | Wedstrijden | Doelpunten |
| ---------- | ------------- | --------- | ---------- | ----------- | ---------- |
| 2022-heden | Sc Heerenveen | Nederland | Eredivisie | 3           | 0          |
| Totaal     | Totaal        | Totaal    | Totaal     | 3           | 0          |

Laatste update: 4 januari 2024